# Czyżnie
Czyżnie (Rubo fruticosi-Prunetum spinosae) – syntakson w randze zespołu (fitocenoza), wielogatunkowe zarośla składające się z niskich krzewów. Głównymi gatunkami są tu głogi i śliwa tarnina, towarzyszą im zwykle leszczyna pospolita, odroślowe postacie grabu, dzikie czereśnie, różne gatunki jeżyn, róż, trzmielin,
wiciokrzewów, jarzębów, a także dereń, kalina, paklon, wiąz, szakłak i in. Rozwijają się przeważnie na dawnych siedliskach grądów, przejściowo zajętych pod uprawę (stąd w runie pojawiają się rośliny grądowe, np. gwiazdnica wielkokwiatowa lub wiechlina gajowa). Zajmują przy tym stosunkowo żyzne, ale słabsze jakościowo gleby, o małej zawartości wapnia i miejsca niewykorzystywane gospodarczo (garby wzniesień, strome stoki, wąwozy). Jest to również charakterystyczne zbiorowisko okrajkowe dla torowisk kolejowych, dróg oraz terenów przemysłowych.
WystępowanieW Polsce pospolite na terenach nizinnych.
Charakterystyczna kombinacja gatunków
ChCl., Ch.O. :  klon polny (Acer campestre)(?), powojnik pnący (Clematis vitalba), dereń świdwa (Cornus sanguinea), głóg dwuszyjkowy (Crataegus laevigata), głóg jednoszyjkowy (Crataegus monogyna), głóg odgiętodziałkowy (Crataegus rhipidophylla var. rhipidophylla), trzmielina zwyczajna (Euonymus europaeus) (opt.), trzmielina brodawkowata (Euonymus verrucosus), śliwa tarnina (Prunus spinosa), szakłak pospolity (Rhamnus catharticus), róża dzika (Rosa canina), róża gęstokolczasta (Rosa pimpinellifolia), róża kutnerowata (Rosa tomentosa), wiąz pospolity (Ulmus minor var. suberosa).
ChAll. :  jeżyna krzewiasta (Rubus fruticosus coll.), wiciokrzew pomorski (Lonicera periclymenum) (reg.), żarnowiec miotlasty (Sarothamnus scoparius), kalina koralowa (Viburnum opulus).
DAll. :  kłosówka miękka (Holcus mollis), orlica pospolita (Pteridium aquilinum).
ChAss. :jeżyna dwubarwna (Rubus bifrons), jeżyna szorstka (Rubus radula), jeżyna Sprengla (Rubus sprengelii) i inne z grupy jeżyna krzewiasta (Rubus fruticosus coll.).
DAss.:grab zwyczajny (Carpinus betulus), wiechlina gajowa (Poa nemoralis), gwiazdnica wielkokwiatowa (Stellaria holostea).

## Nazwa
Ludowa nazwa śródpolnych zarośli, czyżnie, została wprowadzona do literatury naukowej przez Janusza Falińskiego i w szerszym zakresie oznaczać może nie tylko zbiorowisko Rubo fruticosi-Prunetum spinosae=Carpino-Prunetum, ale w ogóle wszystkie zbiorowiska z rzędu Prunetalia spinosae.